# Invaders Must Die
Invaders Must Die је пети по реду албум британске групе Продиџи. Албум је издат 23. фебруара 2009. године. 
Први сингл са овог албума је „Omen“ (издат 16. фебруара 2009). Пре изласка албума, бенд је поставио на њихов званични сајт нумеру „Invaders Must Die“ за бесплатно скидање. Након тога је снимљен и спот за исту нумеру, а убрзо и за песму „Omen“.

## Списак песама
1. -{Invaders Must Die
2. Omen
3. Thunder
4. Colurs
5. Take Me To The Hospital
6. Warrior's Dance
7. Run With The Wolves
8. Omen Reprise
9. World's On Fire
10. Piranha
11. Stand Up}-